# 交道口东大街
39°56′27″N 116°24′45″E / 39.9408263°N 116.4123975°E
交道口东大街是位于北京市东城区西北部的一条大街。

## 简介
交道口东大街东起东直门内大街，西到鼓楼东大街。元朝时，该大街已经形成，是元大都的九纬之一。因为处在交道口东侧，所以中华民国时称为“交道口东大街”。 1965年北京市整顿地名，集贤大院并入该大街。
交道口东大街北侧，旧时有慈寿寺、高等巡警学堂。慈寿寺原来称“开元寺”，相传建于唐朝，明朝时改称“惠明寺”。传说清朝乾隆帝的母亲曾在该寺求子，生下乾隆帝后，乳名“镇住”，于是在还愿时，在该寺大殿的右角柱上锁了一把锁。直至中华人民共和国成立时，此锁仍在。1949年以后，慈寿寺逐渐拆除，在其东部兴建了东城区文化馆办公楼，西部兴建了北京搪瓷厂厂房。21世纪初，北京搪瓷厂迁走，其址改建商场。高等巡警学堂是清朝兴建，中华民国初年改称“高等警官学校”，后来撤销，其址成为北京市第二十二中学。
交道口东大街南侧原来是土儿胡同，21世纪初拆掉，改建居民小区“交东小区”。为拓宽交道口东大街，该居民小区向南縮进20米左右，将交道口东大街南侧的行道树变成了隔离带。